# Paul Roma
Pour les articles homonymes, voir Roma.
Paul Centopani (né le 28 avril 1959 à Kensington, New York), plus connu sous le pseudonyme de Paul Roma, est un catcheur et boxeur américain. Il est principalement connu pour son travail de catcheur à la World Wrestling Federation, puis à la World Championship Wrestling.

## Carrière de catcheur

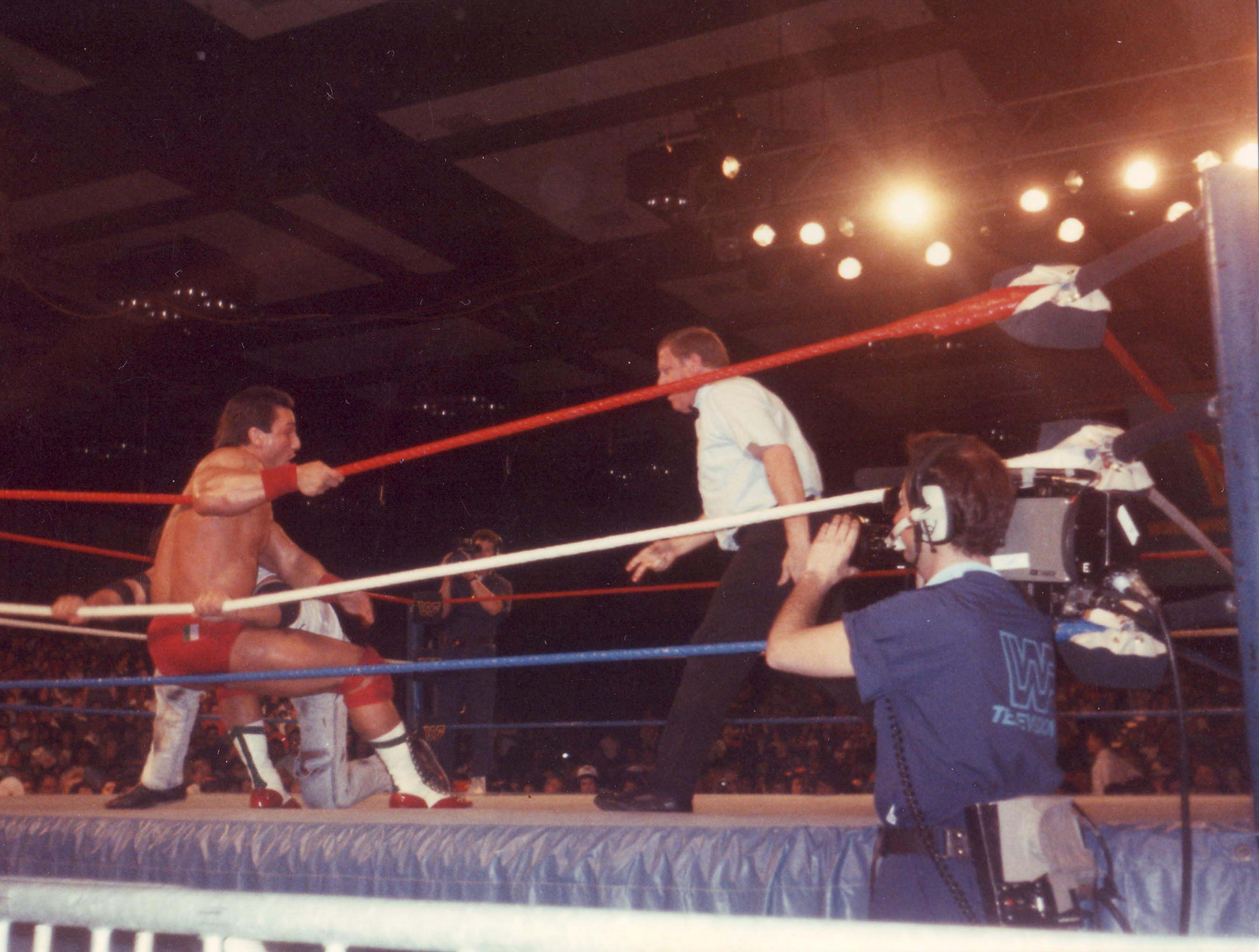
Paul Roma contre Brooklyn Brawler.

### World Wrestling Federation(1985-1991)
Centopani apprend le catch d'abord auprès de Tony Altimore puis avec Mr. Fuji. D'ailleurs, Fuji l'entraîne avant les spectacles de la World Wrestling Federation.
Centopani commence sa carrière de catcheur sous le nom ring de Paul Roma le 5 janvier 1985 à la World Wrestling Federation (WWF) où avec Salvatore Bellomo il perd un match pour le championnat du monde par équipe de la WWF d'Adrian Adonis et Dick Murdoch. Il est alors utilisé comme un jobber et perd ses matchs afin de mettre en valeur ses adversaires.
C'est à partir de 1987 que sa carrière connait un second souffle après qu'il a été associé à Jim Powers (en) formant les Young Stallions. Le 3 octobre à Saturday Night's Main Event ils perdent un match pour le championnat du monde par équipe de la WWF face à la Hart Foundation (Bret Hart et Jim Neidhart).

## Palmarès

### En boxe anglaise
| Décision possible : KO • TKO (KO technique) • UD (décision aux points unanime) • MD (décision aux points majoritaire) • SD (décision aux points partagée) • D (match nul) • NC (sans décision) • RTD (abandon) |        |                |      |         |              |                                          |       |
| Résultat | Record | Adversaire     | Type | Round   | Date         | Lieu                                     | Notes |
| Victoire | 2-1    | Norman Shink   | TKO  | 2, 0:41 | 22 mai 1992  | Oaks Banquet Hall, Agawam, Massachusetts |       |
| Victoire | 1-1    | Norman Fortini | KO   | 1, 0:47 | 2 avril 1992 | Lombardo's, Randolph, Massachusetts      |       |
| Défaite | 0-1    | Jerry Arentzen | TKO  | 4, 1:10 | 6 mars 1992  | Villa Roma Resort, Callicoon, New York   |       |

### En catch
- Catch Wrestling Association (CWA)
  - 1 fois champion des poids moyen de la CWA[6]

- World Championship Wrestling (WCW)
  - 3 fois champion du monde par équipe de la WCW (1 fois avec Arn Anderson et 2 fois avec Paul Orndorff)[7]
  - 1 fois champion du monde par équipe de la National Wrestling Alliance avec Arn Anderson[8]

## Récompenses des magazines
- Pro Wrestling Illustrated

| Année | 1991 | 1992       | 1993 | 1994 | 1995 |
| ----- | ---- | ---------- | ---- | ---- | ---- |
| Rang  | 125  | Non classé | 108  | 92   | 222  |